# Microcymatura antennalis
Microcymatura antennalis är en skalbaggsart som beskrevs av Stefan von Breuning 1950. Microcymatura antennalis ingår i släktet Microcymatura och familjen långhorningar.
Artens utbredningsområde är Gabon. Inga underarter finns listade i Catalogue of Life.